# Saarijärvi (sjö i Ruokolax, Södra Karelen, 61,55 N, 29,22 Ö)
Saarijärvi är en sjö i kommunen Ruokolax i landskapet Södra Karelen i Finland. Arean är 44 hektar och strandlinjen är 6,96 kilometer lång. Sjön  ingår i Hiitolanjokis huvudavrinningsområde.   Den ligger omkring 77 kilometer nordöst om Villmanstrand och omkring 280 kilometer nordöst om Helsingfors. 
I sjön finns öarna Mustasaari och Palanutsaari. 